# Platyrrhinus ismaeli
Platyrrhinus ismaeli (Velazco, 2005) è un pipistrello della famiglia dei Fillostomidi diffuso nell'America meridionale.

## Descrizione

### Dimensioni
Pipistrello di medie dimensioni, con la lunghezza della testa e del corpo tra 77 e 87 mm, la lunghezza dell'avambraccio tra 50 e 56 mm, la lunghezza del piede tra 13 e 18 mm, la lunghezza delle orecchie tra 20 e 22 mm e un peso fino a 40 g.

### Aspetto
La pelliccia è lunga con i singoli peli tricolori. Le parti dorsali sono marroni scure, con una striscia dorsale sottile ma visibile più chiara che si estende dalla zona tra le spalle fino alla groppa, mentre le parti ventrali sono grigiastre. Il muso è corto e largo. La foglia nasale è ben sviluppata e lanceolata. Due strisce giallo-brunastre sono presenti su ogni lato del viso, la prima si estende dall'angolo esterno della foglia nasale fino a dietro l'orecchio, mentre la seconda parte dell'angolo posteriore della bocca e termina alla base del padiglione auricolare. Una lunga vibrissa è presente su ogni guancia. Le orecchie sono larghe, triangolari, ampiamente separate e con diverse pieghe poco marcate sulla superficie interna. Il trago è piccolo ed appuntito. Le ali sono attaccate posteriormente alla base dell'alluce. I piedi sono ricoperti di peli densi e lunghi. È privo di coda. L'uropatagio è ridotto ad una sottile membrana lungo la parte interna degli arti inferiori, con il margine libero densamente frangiato e a forma di U rovesciata. Il calcar è corto.

## Biologia

### Comportamento
Si rifugia in piccoli gruppi tra il denso fogliame, nelle cavità degli alberi e nelle grotte.

### Alimentazione
Si nutre di frutta.

### Riproduzione
Femmine gravide con un solo embrione sono state catturate in Ecuador nei mesi di gennaio e marzo.

## Distribuzione e habitat
Questa specie è diffusa nella Colombia sud-occidentale, Ecuador centrale e Perù settentrionale.
Vive tra 1.250 e 2.950 metri di altitudine.

## Conservazione
La IUCN Red List, considerato il severo declino della popolazione, stimato in oltre il 30% negli ultimi 10 anni a causa del degrado e della distruzione del proprio habitat, classifica P.ismaeli come specie vulnerabile (VU).